# Жемела Григорій Михайлович
Григорій Михайлович Жемела (17 квітня 1939, село Забір'я, тепер Львівського району Львівської області — 13 вересня 1995, село Забір'я Жовківського району, тепер Львівського району Львівської області) — український радянський діяч, бригадир колгоспу «Прогрес» села Забір'я Нестеровського (тепер — Жовківського) району Львівської області. Герой Соціалістичної Праці (24.12.1976).

## Біографія
Народився в селянській родині. Трудову діяльність розпочав колгоспником колгоспу села Забір'я.
З 1960-х років — бригадир першої рільничої бригади колгоспу «Прогрес» села Забір'я Нестеровського (тепер — Жовківського) району Львівської області.
Член КПРС.
Указом Президії Верховної Ради СРСР від 24 грудня 1976 року за видатні успіхи, досягнуті у Всесоюзному соціалістичному змаганні, виявлену трудову доблесть у виконанні планів і соціалістичних зобов'язань по збільшенню виробництва і продажу державі сільськогосподарських продуктів у 1976 році, Григорію Михайловичу Жемелі присвоєно звання Героя Соціалістичної Праці з врученням ордена Леніна і золотої медалі «Серп і Молот».
Потім — на пенсії в селі Забір'я Жовківського району Львівської області.

## Нагороди
- Герой Соціалістичної Праці (24.12.1976)
- два ордени Леніна (24.12.1976)
- медалі